# Wolfsburger Allgemeine Zeitung
Die Wolfsburger Allgemeine Zeitung (WAZ) ist eine Lokalzeitung in Wolfsburg. Die verkaufte Auflage beträgt 19.546 Exemplare, ein Minus von 38,5 Prozent seit 1998.

## Beschreibung
Die Lokalzeitung erscheint in Wolfsburg in der Madsack Medien Ostniedersachsen GmbH & Co. KG (MMO), einer hundertprozentigen Tochter des Madsack-Verlags aus Hannover (Hannoversche Allgemeine Zeitung).
Die WAZ arbeitet eng mit der in Gifhorn erscheinenden Aller-Zeitung zusammen, die ebenfalls von MMO herausgegeben wird.
Bei MMO erscheinen auch die Peiner Allgemeine Zeitung sowie die Anzeigenblätter Hallo Wochenende Peine, Hallo Wochenende Salzgitter, Hallo Wochenende Gifhorn und Hallo Wochenende Wolfsburg.
Im Raum Wolfsburg konkurriert die Wolfsburger Allgemeine Zeitung mit den Wolfsburger Nachrichten, einem Kopfblatt der Braunschweiger Zeitung.
Der Lokalteil und ein Großteil der Sportberichterstattung der WAZ werden in Wolfsburg erstellt, den überregionalen Teil, den sogenannten Mantel, liefert die in Hannover ansässige Zentralredaktion RedaktionsNetzwerk Deutschland (RND). Gedruckt wird die WAZ in Rodenberg.
Die Internet-Seite der Wolfsburger Allgemeinen Zeitung erreicht rund 3,4 Millionen Seitenabrufe und 700.000 Visits pro Monat.

## Geschichte
Die erste Ausgabe der Zeitung erschien am 18. Januar 1951. Ursprünglicher Herausgeber war der Gifhorner Verleger Hugo Enke, die erste Geschäftsstelle der Zeitung befand sich im Wolfsburger Stadtteil Schillerteich (Suhlgarten 8). Wilhelm Wember war damals ihr Chefredakteur. 1954 zog die Geschäftsstelle in einen Neubau in der Porschestraße 78 um, 2003 an ihren heutigen Standort in die Porschestraße 74. Am 1. Januar 2013 ging die Adolf Enke GmbH & Co. KG in der Madsack Medien Ostniedersachsen GmbH & Co. KG mit Hauptsitz in Peine auf.

## Auflage
Die Auflage der Wolfsburger Allgemeine Zeitung wird gemeinsam mit der Schwesterpublikation Aller-Zeitung ausgewiesen. In den vergangenen Jahren haben die beiden Blätter leicht an Auflage eingebüßt. Die verkaufte Auflage ist in den vergangenen 10 Jahren um durchschnittlich 5,3 % pro Jahr gesunken. Im vergangenen Jahr hat sie um 10 % abgenommen. Sie beträgt gegenwärtig 19.546 Exemplare. Der Anteil der Abonnements an der verkauften Auflage liegt bei 87,4 Prozent.
| 1998  | 1999  | 2000  | 2001  | 2002  | 2003  | 2004  | 2005  | 2006  | 2007  | 2008  | 2009  | 2010  | 2011  | 2012  | 2013  | 2014  | 2015  | 2016  | 2017  | 2018  | 2019  | 2020  | 2021  | 2022  | 2023  | 2024  |
| ----- | ----- | ----- | ----- | ----- | ----- | ----- | ----- | ----- | ----- | ----- | ----- | ----- | ----- | ----- | ----- | ----- | ----- | ----- | ----- | ----- | ----- | ----- | ----- | ----- | ----- | ----- |
| 31803 | 32590 | 33622 | 34477 | 35325 | 36118 | 37027 | 37092 | 37155 | 37611 | 37626 | 37730 | 37589 | 37236 | 37113 | 36863 | 35955 | 33775 | 31961 | 30687 | 29314 | 28433 | 27932 | 27243 | 24931 | 23145 | 20830 |